# NGC 7584
NGC 7584 ist eine Linsenförmige Galaxie vom Hubble-Typ S0 im Sternbild Pegasus nördlich des Himmelsäquators. Sie ist schätzungsweise 584 Millionen Lichtjahre von der Milchstraße entfernt und hat einen Durchmesser von etwa 70.000 Lichtjahren.
Im selben Himmelsareal befinden sich weiterhin u. a. die NGC 7579, NGC 7587, NGC 7601, NGC 7609.
Das Objekt wurde am 5. Oktober 1864 vom deutschen Astronomen Albert Marth entdeckt.